# Maciej Pruszczyński
Maciej Pruszczyński (ur. 1937, zm. 18 maja 2021) – polski lekarz patomorfolog.

## Życiorys
Urodził się w 1937 r. Ukończył studia na Akademii Medycznej w Łodzi, po czym został pracownikiem Zakładu Anatomii Patologicznej Akademii Medycznej w Łodzi. W 1971 r. uzyskał stopień doktora habilitowanego, a w 1980 r. tytuł profesora nadzwyczajnego na Akademii Medycznej w Łodzi. W 1985 r. wygrał konkurs na stanowisko konsultanta w Instytucie Patologii Uniwersytetu w Nijmegen. Po osiągnięciu wieku emerytalnego powrócił do Łodzi.
W swojej pracy zajmował się głównie patologią guzów kości i tkanek miękkich oraz patologią pediatryczną.  
W 1981 r. został odznaczony Krzyżem Kawalerskim Orderu Odrodzenia Polski oraz Złotym Krzyżem Zasługi.
Zmarł 18 maja 2021 r.